# Pseudoprospero firmifolium
Pseudoprospero firmifolium är en sparrisväxtart som först beskrevs av John Gilbert Baker, och fick sitt nu gällande namn av Franz Speta. Pseudoprospero firmifolium ingår i släktet Pseudoprospero och familjen sparrisväxter.

## Underarter
Arten delas in i följande underarter:
- P. f. firmifolium
- P. f. natalensis